# Лофт (фильм, 2014)
Лофт (англ. The Loft) — триллер бельгийского режиссёра Эрика Ван Лоя, американский ремейк одноимённого фильма, поставленного им же в 2008 году. Мировая премьера состоялась в 2014 году — 14 октября фильм открывал Гентский международный кинофестиваль.

## Аннотация
Главные герои истории — пятеро женатых друзей. С целью разнообразить свою сексуальную жизнь они в складчину снимают уютный лофт, где поочерёдно изменяют своим женам. Хорошо налаженная схема адюльтера внезапно заканчивается, когда друзья обнаруживают в лофте труп девушки со следами насильственной смерти. В связи с этим у героев возникают друг к другу вопросы: убийца — явно один из пятерки, поскольку ключей от лофта больше ни у кого нет, а следы взлома отсутствуют. Друзья решают сами выяснить правду, и тут начинают открываться шокирующие подробности тайной жизни каждого.
В течение фильма, пока пятеро мужчин обсуждают, что делать с телом, Люк, Крис, Марти и Филипп накачивают Винсента наркотиками, раздевают его и приковывают наручниками к кровати. Прежде чем Винсент окончательно теряет сознание, Крис рассказывает ему о самоубийстве Сары и содержании ее записки. Во время допроса полицией Винсент рассказывает им о подставе, но они не верят ему, так как единственные найденные отпечатки были отпечатками Винсента и Сары. У них также есть DVD-диски его сексуальных подвигов, за исключением тех, что с Мими, Энн и Зои; они не поверят ему, что Люк сделал видео, а DVD-диски других мужчин не были найдены. Полиция также упоминает, что у всех четверых мужчин есть алиби на то утро — Криса и Люка видели вместе за завтраком, Марти был в своем офисе, у Филиппа есть алиби от его тестя (которого шантажировали информацией о его собственной измене, информация была у Филиппа, потому что он знал, что Винсент использовал эту же информацию, чтобы шантажировать своего тестя, чтобы получить контракт на проект).

## В ролях
- Карл Урбан — Винсент Стивенс
- Джеймс Марсден — Крис Вановен
- Уэнтуорт Миллер — Люк Сикорд
- Эрик Стоунстрит — Марти Лэндри
- Маттиас Схунартс — Филипп Уильямс
- Валери Крус — Барбара, жена Винсента
- Изабель Лукас — Сара Дикинс, любовница Винсента
- Рона Митра — Эллисон, жена Криса
- Рэйчел Тейлор — Энн, любовница Криса
- Элейн Кэссиди — Элли, жена Люка
- Кэли Роша — Мими, жена Марти
- Маргарита Левиева — Вики, жена Филиппа

## Съёмки
Сценарий «Лофта» написан бельгийцем Бартом Де Пау, автором оригинальной картины 2008 года, и американцем Уэсли Стриком. Из оригинального состава бельгийского фильма в ремейке сыграл актёр Маттиас Схунартс. Съемки фильма стартовали 6 июня 2011 года в Новом Орлеане. Актёры и съёмочная группа работали также в Брюсселе.